# Atilio Patrignani
Atilio Hugo Patrignani (n. 1906) fue un futbolista argentino que se desempeñaba en la posición de arquero.
En 1925 jugó para Vélez Sársfield.
Entre 1926 y 1932 jugó para All Boys, club con el que obtuvo en 1931 el ascenso a Primera División en la Asociación Argentina de Football.
El 22 de mayo de 1932 debutó en Ferrocarril Oeste, con victoria 3 a 0 ante San Lorenzo. Entre el día de su debut en Ferrocarril Oeste y su último partido en el club, el 14 de agosto de 1938 con empate 5 a 5 ante Vélez Sársfield, disputó 199 encuentros, en los que recibió un total de 406 goles.
Jugó en dos ocasiones para la selección argentina. La primera fue el 15 de mayo de 1932, en Buenos Aires, en un partido que Argentina le ganó a Uruguay por 2 a 0, y la segunda el 18 de mayo del mismo año, en la que Uruguay derrotó a Argentina por 1 a 0.
Tras su retiro, fue dirigente del club All Boys, piloto de automovilismo en la categoría de Turismo Carretera, y tuvo asimismo un taller mecánico en la avenida Álvarez Jonte al 4600, en Buenos Aires.